# Xenosiren
Xenosiren — викопний рід дюгонів, який існував у Мексиці в міоцені.